# Red Cardell

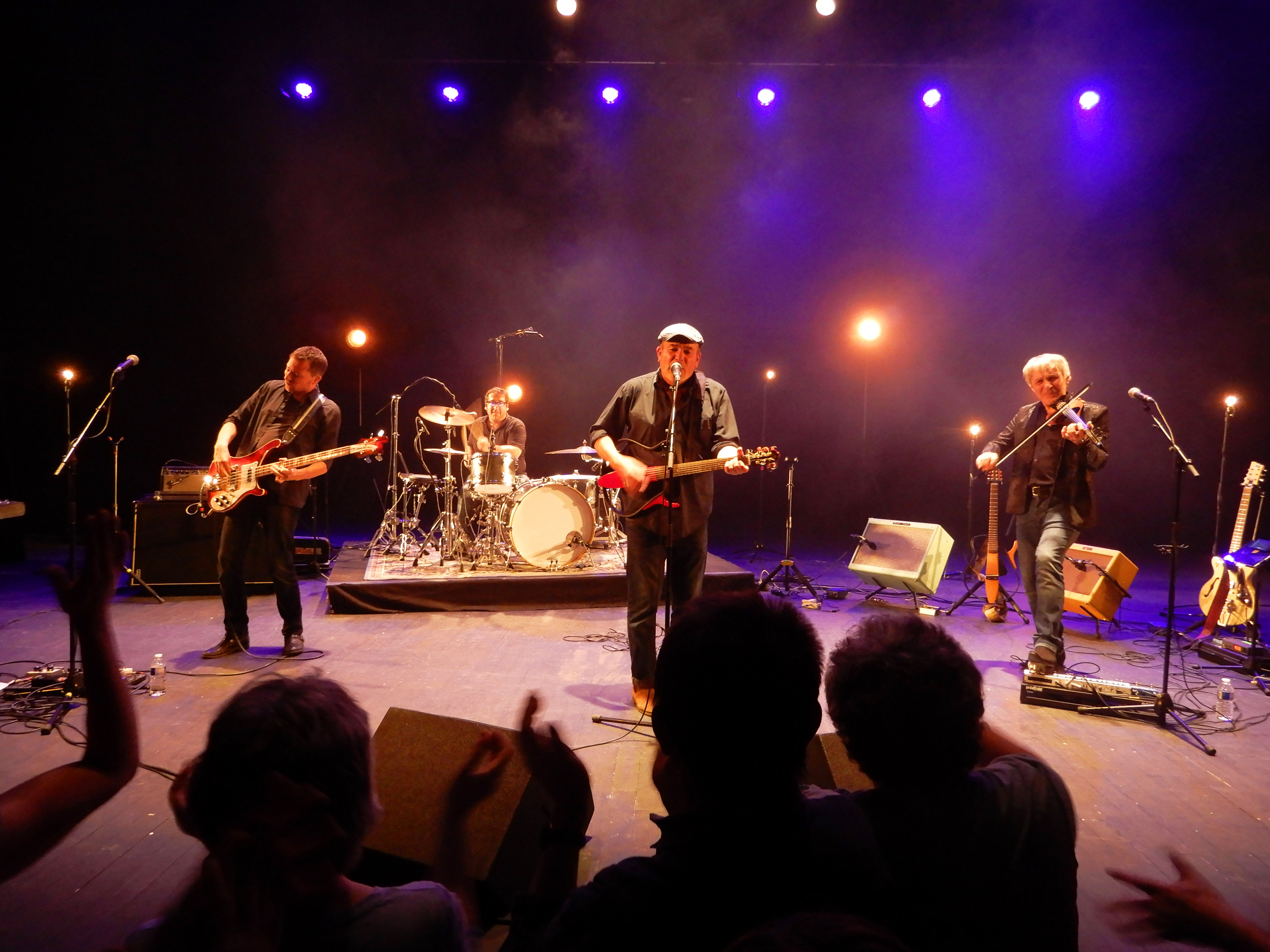
Red Cardell (2019)

Red Cardell ist eine französische Rockband, die nicht nur in der Bretagne, ihrer Herkunftsregion, seit den 1990er Jahren populär ist. Ihr künstlerisches Wirken, ihr Repertoire und ihre zahlreichen Kooperationen mit Kollegen aller möglichen musikalischen Genres sowohl bei Liveauftritten als auch bei Aufnahmesessions im Tonstudio reichen allerdings weit über das schmale Fenster reiner Rockmusik hinaus.

## Geschichte
Die Gruppe, deren früheste Mitglieder zum Teil bereits seit den späten 1980er Jahren zunächst unter dem Namen Karroth Rapées und später als Penfleps zusammen musiziert hatten, entstand 1992 in Quimper. Ihren damaligen Stil beschreibt die Band im Rückblick als „Punk-Ethno-Rock-Fusion“. Sie hat seither nach eigenen Angaben etwa 2000 Konzerte gegeben und ist dabei auf sämtlichen großen Festivals nicht nur in der Bretagne aufgetreten; bei dem Festival de Cornouaille in ihrer Heimatstadt sind sie sozusagen Stammgäste. In Deutschland waren sie unter anderem bei dem Folklorefest Krefeld zu hören. Die Texte ihrer Songs sind ganz überwiegend auf Französisch verfasst und vorgetragen, nur gelegentlich auch auf Bretonisch oder Englisch. Sie stammen meist von Jean-Pierre Riou, während als Komponisten in der Regel alle Bandmitglieder gemeinsam angegeben werden.
Red Cardell, die sich in jüngster Zeit selbst auch Red Car Dell schreiben, haben bisher 20 Langspielplatten veröffentlicht (siehe weiter unten). Darunter sind in den 2010er Jahren auch drei Alben entstanden, auf denen sie gemeinsam mit der Bagad Kemper – Kemper ist der bretonische Name von Quimper – musizieren und damit einen wesentlichen Beitrag zur Verknüpfung der traditionellen Musik der Spielmannszüge („Bagadoù“) mit dem Rock leisten. Ebenso haben sie als Gäste an Plattenaufnahmen von Louise Ebrel (1932–2020), einer Sängerin des historischen Liedguts der Region wie Kan ha Diskan und Gwerzioù, mitgewirkt. Im Frühjahr 2021 veröffentlichten sie mit Climatik ein Album, auf dem sie ausschließlich mit akustischen Instrumenten (unplugged) musizieren und das bisher nur als Download erhältlich ist. Die folgende LP Bordel erschien dann wieder auf CD, allerdings erstmals auf dem Arfolk-Label.
Erfolge in den französischen Charts konnten Red Cardell damit nicht verzeichnen. Allerdings gehören ihre Platten bei der Vertriebsfirma Coop Breizh, einem bewusst bretonischer Kultur verpflichteten Independent-Unternehmen, neben Denez Prigent, Gilles Servat, Soldat Louis und insbesondere Les Ramoneurs de menhirs zu denen, die sich in besonders hoher Stückzahl verkaufen.

## Personelle Besetzung
Red Cardell hat in den Jahrzehnten ihres Bestehens zahlreiche Wechsel von Bandmitgliedern erfahren. Ihr aktuelles Line-up, in dem sie auch beim Festival Interceltique de Lorient 2019, anlässlich von deren 70-jährigem Bestehen wieder einmal gemeinsam mit der Bagad Kemper auftraten, besteht 2024 aus:
- Jean-Pierre Riou: Gitarre, Mandoline, Gesang, Bass, Harmonika
- Pierre Sangrà: Gitarre, Mandoline, Geige, Banjo, Saz, Cello, Standbass
- Fred Lucas: Bass
- Hibu Corbel: Schlagzeug, Percussions, Bass, Klavier

Der Akkordeonist Jean-Michel Moal, neben Jean-Pierre Riou eines der langjährigsten Mitglieder der Gruppe, ist seit 2018 nicht mehr dabei; er hatte schon von 2011 bis 2015 eine krankheitsbedingte Auszeit nehmen müssen.

## Diskographie
Studioalben
- 1993: Rouge
- 1996: Douleur
- 1997: 3
- 2000: Rock ’n’ Roll comédie
- 2003: Sans fard
- 2003: Cardelectro
- 2006: Naître
- 2010: Soleil blanc
- 2012: Falling in love

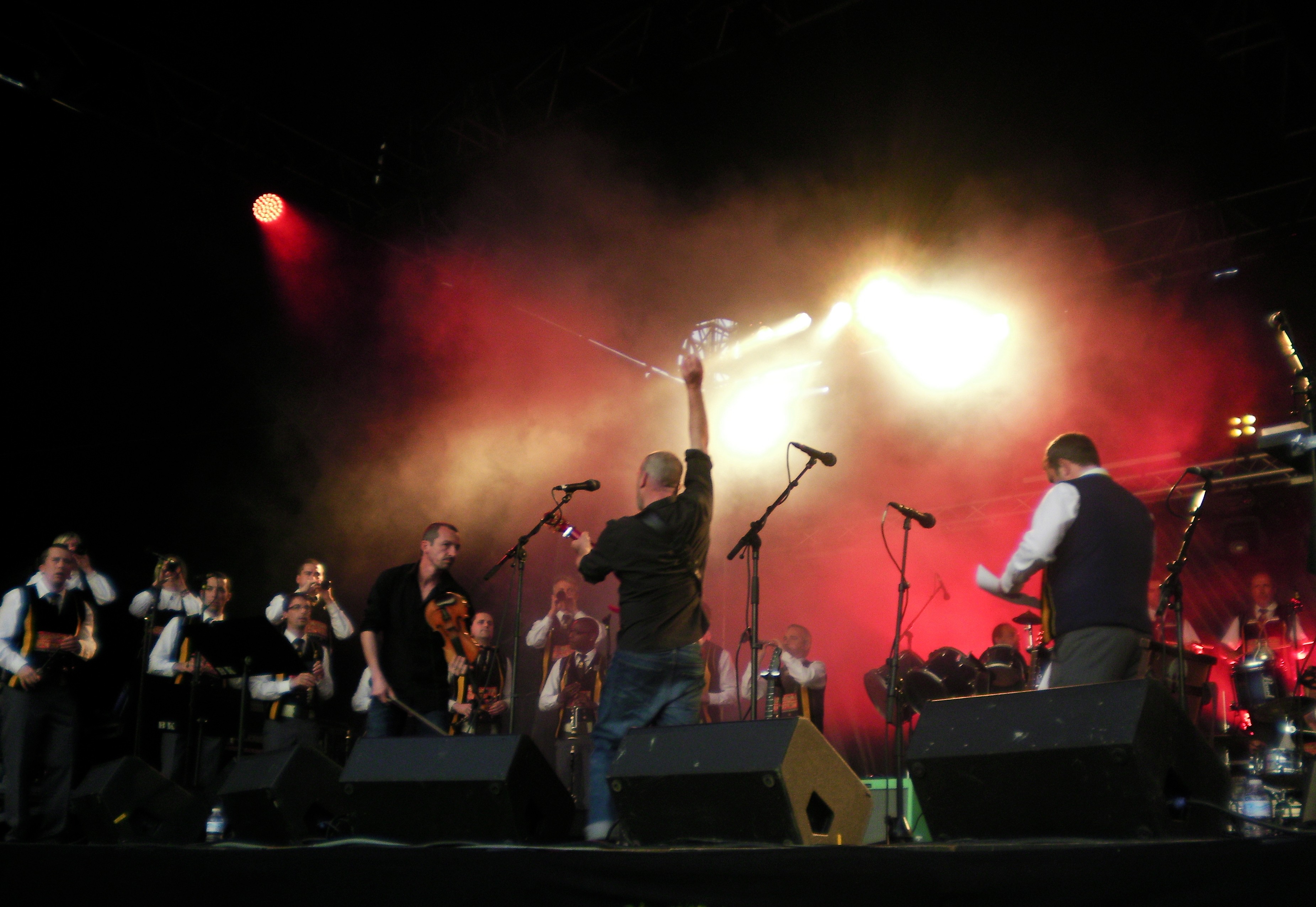
Red Cardell und die Bagad Kemper bei ihrem gemeinsamen Auftritt 2012 in Saint-Pol-de-Léon, woraus die Live-LP Fest Rock entstand.

- 2014: Gwenn ha Du (mit der Bagad Kemper)
- 2016: Un monde tout à l’envers
- 2016: Bienvenue
- 2018: Courir
- 2019: Nerzh (mit der Bagad Kemper)
- 2021: Climatik
- 2023: Bordel

Live-Alben
- 2002: La Scène
- 2004: Bal à L'Ouest
- 2009: La Fête au village
- 2013: Running in Paris
- 2013: Fest Rock (mit der Bagad Kemper)

Kompilationen
- 2008: Le Banquet de cristal